# Oduin II de Walcourt
Oduin II de Walcourt (vers 1040 - après 1078), seigneur de Walcourt, fils de Folcuin de Walcourt et de Frédélinde.
Il intervint comme témoin dans deux actes de donation au profit du monastère de Florennes en 1049 et 1067, et dans un autre au profit de l'église Saint-Barthélemy à Liège, en 1078. 
Il eut pour fils : Werri II de Walcourt.